# Pristaulacus iridipennis
Pristaulacus iridipennis är en stekelart som först beskrevs av Cameron 1900.  Pristaulacus iridipennis ingår i släktet Pristaulacus och familjen vedlarvsteklar. Inga underarter finns listade i Catalogue of Life.